# Saint-Avé
Saint-Avé település Franciaországban, Morbihan megyében. Lakosainak száma 12 173 fő (2022. január 1.). Saint-Avé Monterblanc, Saint-Nolff, Vannes, Plescop, Meucon és Locqueltas községekkel határos.

## Népesség
A település népessége az elmúlt években az alábbi módon változott:
| Lakosok száma | 4339 | 6618 | 6929 | 9883 | 10 728 | 11 095 | 11 642 | 11 895 | 11 912 | 12 173 |
|               | 1968 | 1982 | 1990 | 2006 | 2013   | 2015   | 2017   | 2019   | 2020   | 2022   |